# Lobna Maatoug
Pour les articles homonymes, voir Maatoug.
Lobna Maatoug, née en 1981, est une haltérophile tunisienne.

## Carrière
Lobna Maatoug est médaillée d'argent au total dans la catégorie des moins de 53 kg aux championnats d'Afrique 2000.
Elle est triple médaillée d'or à l'arraché, à l'épaulé-jeté et au total (ainsi qu'en junior) dans la catégorie des moins de 53 kg aux championnats d'Afrique 2001.
Elle obtient la médaille d'or à l'arraché et au total et la médaille d'argent à l'épaulé-jeté en moins de 48 kg aux championnats d'Afrique 2004 à Tunis,.